# Just Go (мініальбом)
Just Go— другий мініальбом україно-американського панк-гурту «FliT», виданий 17 грудня 2019 року. До мініальбому увійшли шість пісень англійською мовою. На пісню «So Bright» було відзнято музичне відео. 

## Список композицій
| #  | Назва                                           | Тривалість |
| -- | ----------------------------------------------- | ---------- |
| 1. | «So Bright»                                     | 02:12      |
| 2. | «Pink Elephant in Wonderland»                   | 01:59      |
| 3. | «Just Go»                                       | 03:00      |
| 4. | «Shorter Shadows»                               | 03:21      |
| 5. | «Un Autre Belle Journee (Another Gorgeous Day)» | 02:45      |
| 6. | «New York Symphony»                             | 03:22      |

## Учасники запису
- Володимир Новіков — вокал, гітара
- Ігор Озарко — ударні, бек-вокал
- Андрій Драгущак — бас-гітара, бек-вокал
- Віталій «Бєля» Бєляков — бек-вокал